# Pinan Nidan
Pinan Nidan è un kata del Karate, il secondo dei cinque di "base", detti Pinan, del Wado-Ryu, dello Shitō-ryū e dello Shotokan, ma oggi, nelle scuole di Karate viene spesso insegnato per primo (ni in giapponese significa due). È un kata apparentemente facile; ma in realtà, come tutti i kata, esige la massima concentrazione e decisione.

## Andamento del Kata
1. Saluto, nome del kata, yoi;
2. A sinistra hidari otoshi tetsui sinistro, posizione hidari mahanmi nekoashi;
3. In avanti in junzuki destro, zenkutsu-dachi;
4. Girando a 180°, "scivolando" indietro, gedan barai destro;
5. Posizione più corta, in shisentai otoshi tetsui destro;
6. In avanti in hidari junzuki sinistro;
7. A sinistra, a 90°, hidari gedan barai;
8. In avanti in migi jodan uke;
9. In avanti in hidari jodan uke;
10. In avanti in migi jodan uke (kiai);
11. Girando in senso antiorario di 225° in hidari gedan barai;
12. In avanti in migi junzuki;
13. Girando a destra di a 90°in migi gedan barai;
14. In avanti in hidari junzuki;
15. Girando a sinistra di a 45° in hidari gedan barai;
16. In avanti in migi junzuki;
17. In avanti in hidari junzuki;
18. In avanti in migi junzuki (kiai);
19. Girando in senso antiorario di 225°, in posizione hidari shomen nekoashi in posizione di Kamae (guardia);
20. Scendendo in avanti in hidari shikodachi e hidari nukite;
21. In avanti in migi shikodachi e migi nukite;
22. Girando a destra di 90° in posizione migi shomen nekoashi in posizione di Kamae (guardia);
23. Scendendo in avanti in migi shikodachi e migi nukite
24. In avanti in hidari shikodachi e hidari nukite;
25. Riportarsi in posizione yoi,
26. Musubidachi, saluto.